# 古谷浩一
古谷 浩一（ふるや こういち、1966年（昭和41年）- ） は、日本のジャーナリスト。朝日新聞論説委員。

## 来歴・人物
神奈川県生まれ、神奈川県立湘南高等学校（60回生）、上智大学理工学部を卒業。
1990年（平成2年）朝日新聞社入社。前橋支局、大阪本社社会部を経て、中国・南京大学、韓国・延世大学で研修。
2006年（平成18年）3月、瀋陽支局長、2012年（平成24年）から翌年まで東京本社国際報道部次長。
2013年（平成25年）から18年まで中国総局長。
2022年（令和4年）10月から、郷富佐子、谷津憲郎ともに天声人語を担当する。

## 著書
- 『林彪事件と習近平』筑摩選書、2019年5月。ISBN 978-4480016829。